# Hohenstein-Ernstthal
Hohenstein-Ernstthal è una città di 14 092 abitanti della Sassonia, in Germania.
Appartiene al circondario (Landkreis) di Zwickau (targa Z).
Hohenstein-Ernstthal si fregia del titolo di "Grande città circondariale" (Große Kreisstadt).

## Storia
Il 1º gennaio 1999 alla città di Hohenstein-Ernstthal venne aggregato il comune di Wüstenbrand.

## Amministrazione

### Gemellaggi
- Hockenheim, Baden-Württemberg, Germania, dal 1990
- Rheinberg, Renania Settentrionale-Vestfalia, Germania, dal 1990
- Burghausen, Baviera, Germania, dal 2002